# Viserny
Ne doit pas être confondu avec Vierny, Vierzy, Verny (homonymie), Vierne ou Viernau.
Viserny est une commune française située dans le département de la Côte-d'Or, en région Bourgogne-Franche-Comté. Elle appartient à la communauté de communes du Montbardois (Viserny sur le site de la C.C. du Montbardois). Les gentilés sont Bottiens et Bottiennes.

## Géographie
Sur la rive droite de l'Armançon, comprenant les collines qui surplombent les pentes à vignobles, le territoire de la commune de Viserny s'étend sur 675 ha. La partie ouest qui s'étend jusqu'à la forêt de Montfort culmine à 437 m (c'est même le plus haut point du canton de Montbard) et se consacre à l'agriculture dans les vallons abrités du vent et aux activités forestières sur les sommets. L'est qui descend doucement jusqu'à la rivière (213 m au point aval de l'Armançon) est partagé entre prairies et agriculture. Le village se situe au pied du versant où s'étendaient les vignes avant les ravages du phylloxéra. Néanmoins, en 1991, une bande d'amis fait renaître un vignoble de 10 ha conduit en lyre sur les villages de Villaines-les-Prévôtes et Viserny.

### Accès
Accès par autoroute :  22 puis Époisses en venant du nord,  23 puis Semur-en-Auxois en venant du sud de l'A6.

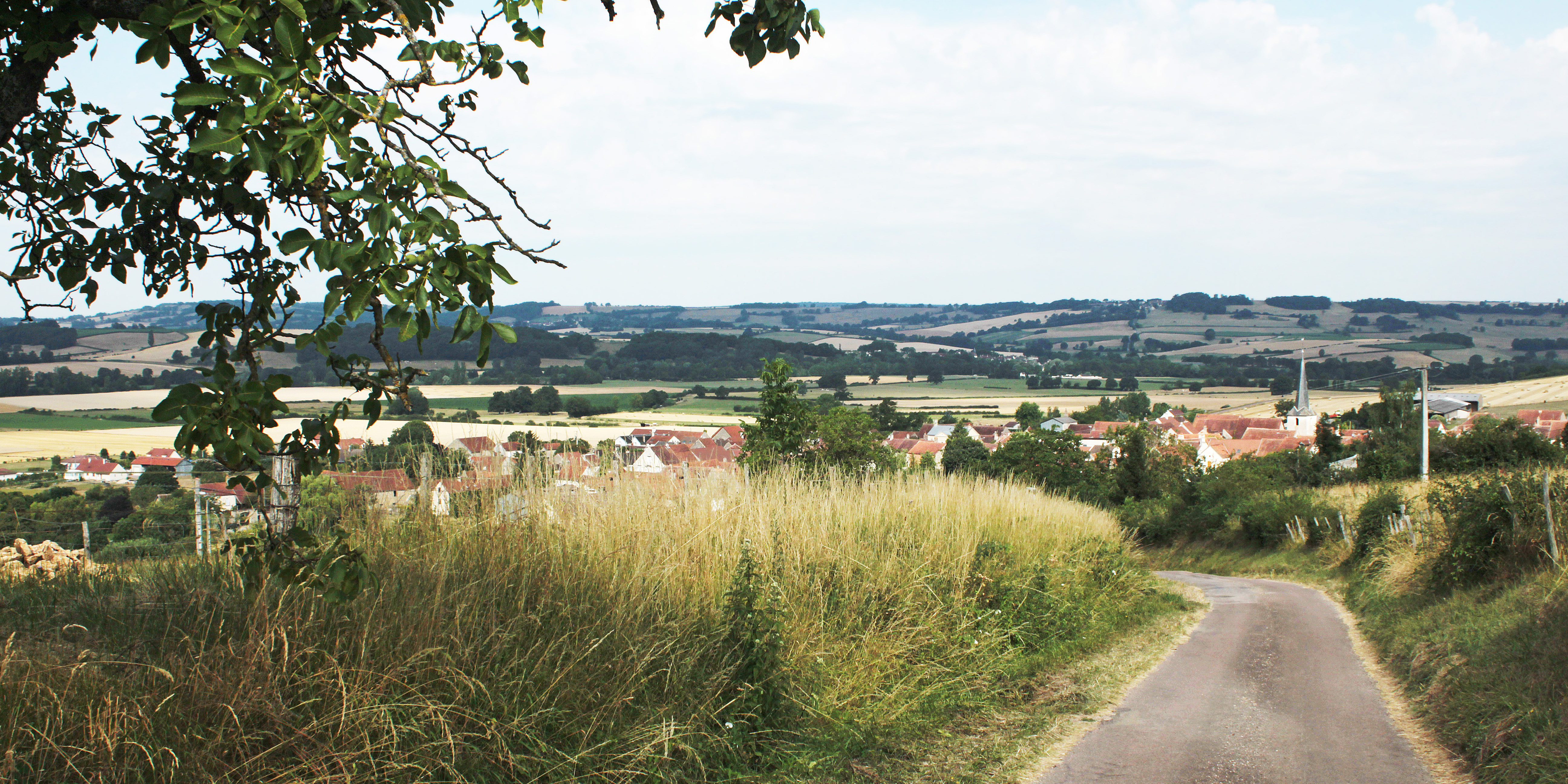
Viserny vu depuis la route des vignes.

### Hameaux, écarts, lieux-dits
La population est essentiellement regroupée dans le village, la commune ne compte pas de hameaux.
- habitat ou bâti écarté : le moulin de Flamerey.
- lieux-dits d'intérêt local : le col de la Croix de l'Ormeau (422 m), le Mont Cornu (437 m), la montagne de Bauvais (437 m également, au lieu-dit la Pyramide).

### Hydrographie
L'eau venue des collines alimentent plusieurs sources en bas du versant qui sont captées pour les besoins de l'homme, aucune ne produit de ruisseau pour rejoindre l'Armançon. D'autres sources alimentent quelques ruisseaux plus ou moins temporaires qui irriguent les prairies les plus basses (le ruisseau de la Louême marque la limite sud-est du territoire avec la commune voisine d'Athie). Un barrage sur la rivière dévie une part du courant vers un bief qui alimente le moulin de Flamerey. L'Armançon fait partie du bassin versant de la Seine par l'Yonne.

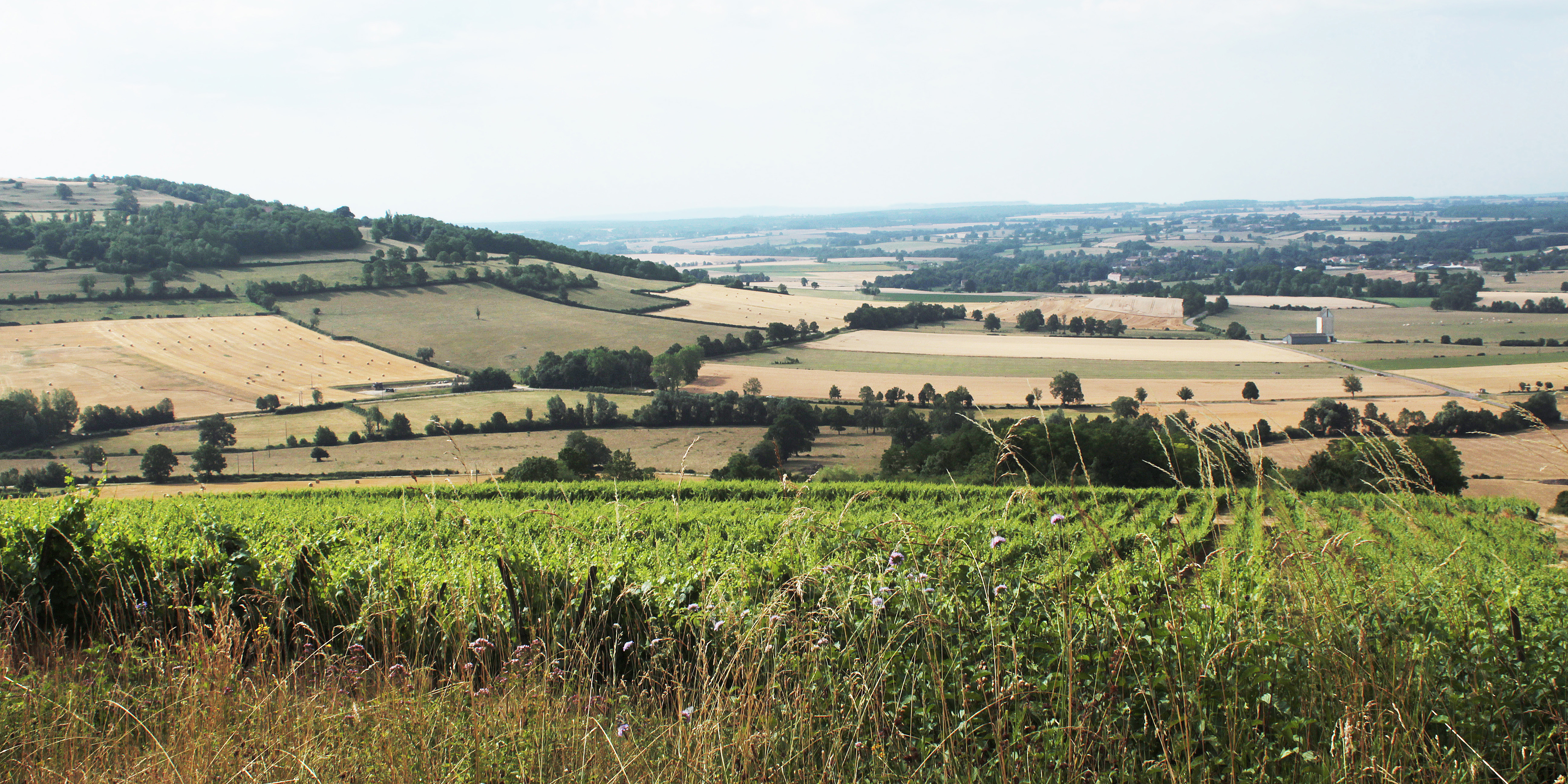
Vignes de Viserny, vallée de l'Armançon et mont de Cra à 434 m.

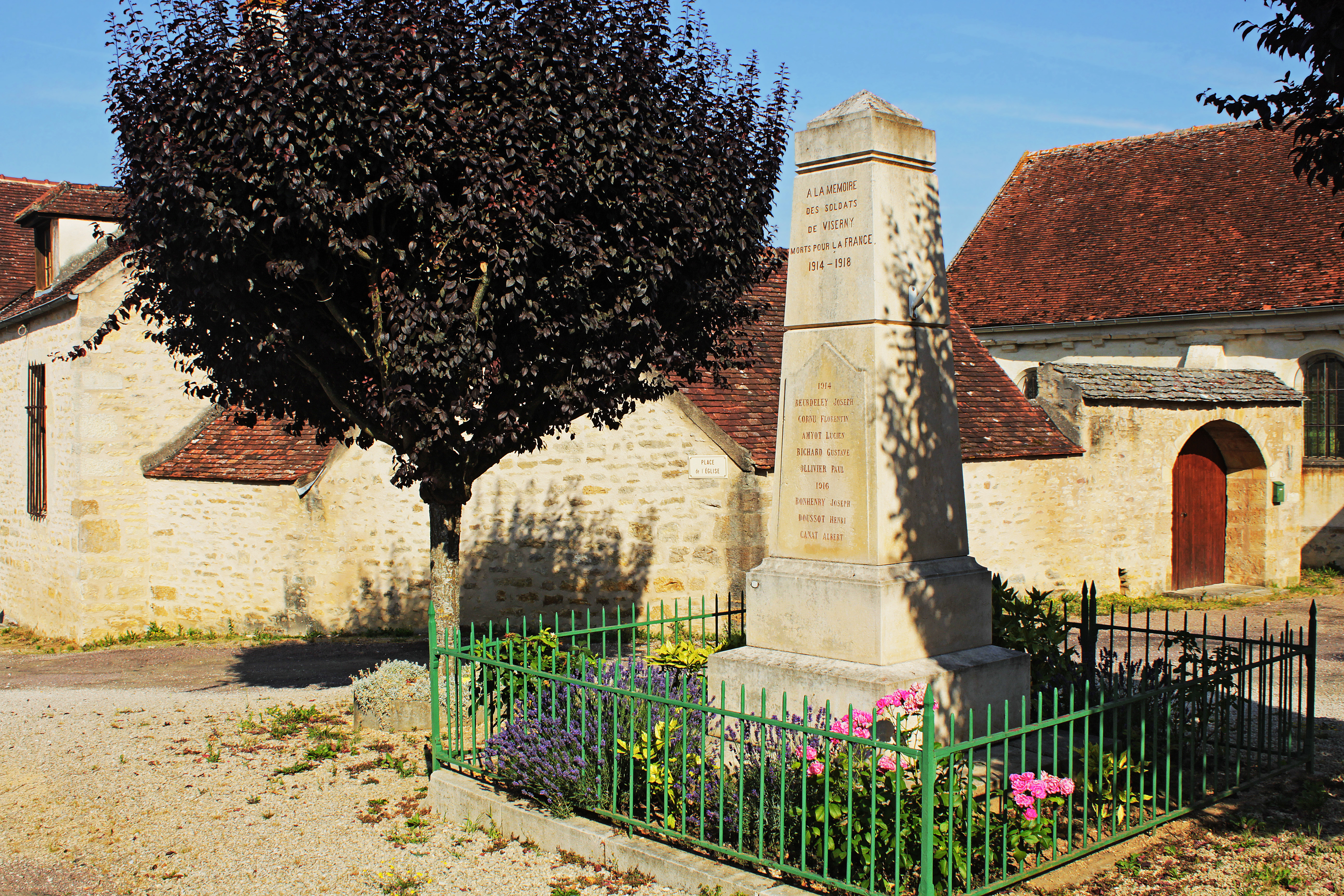
Monument aux morts de Viserny.

### Climat
Pour des articles plus généraux, voir Climat de la Bourgogne-Franche-Comté et Climat de la Côte-d'Or.
En 2010, le climat de la commune est de type climat des marges montargnardes, selon une étude du Centre national de la recherche scientifique s'appuyant sur une série de données couvrant la période 1971-2000. En 2020, Météo-France publie une typologie des climats de la France métropolitaine dans laquelle la commune est exposée à un climat océanique altéré et est dans la région climatique  Lorraine, plateau de Langres, Morvan, caractérisée par un hiver rude (1,5 °C), des vents modérés et des brouillards fréquents en automne et hiver. 
Pour la période 1971-2000, la température annuelle moyenne est de 10,3 °C, avec une amplitude thermique annuelle de 15,8 °C. Le cumul annuel moyen de précipitations est de 837 mm, avec 13,6 jours de précipitations en janvier et 8,7 jours en juillet. Pour la période 1991-2020, la température moyenne annuelle observée sur la station météorologique de Météo-France la plus proche, « Montbard_sapc », sur la commune de Montbard à 8 km à vol d'oiseau, est de 11,4 °C et le cumul annuel moyen de précipitations est de 853,5 mm,. Pour l'avenir, les paramètres climatiques de la commune estimés pour 2050 selon différents scénarios d'émission de gaz à effet de serre sont consultables sur un site dédié publié par Météo-France en novembre 2022.

## Urbanisme

### Typologie
Au 1er janvier 2024, Viserny est catégorisée commune rurale à habitat dispersé, selon la nouvelle grille communale de densité à 7 niveaux définie par l'Insee en 2022.
Elle est située hors unité urbaine. Par ailleurs la commune fait partie de l'aire d'attraction de Semur-en-Auxois, dont elle est une commune de la couronne,. Cette aire, qui regroupe 54 communes, est catégorisée dans les aires de moins de 50 000 habitants,.

### Occupation des sols
L'occupation des sols de la commune, telle qu'elle ressort de la base de données européenne d’occupation biophysique des sols Corine Land Cover (CLC), est marquée par l'importance des territoires agricoles (63,5 % en 2018), une proportion sensiblement équivalente à celle de 1990 (63,2 %). La répartition détaillée en 2018 est la suivante : 
terres arables (39,2 %), forêts (32,6 %), prairies (24,3 %), zones urbanisées (3,9 %). L'évolution de l’occupation des sols de la commune et de ses infrastructures peut être observée sur les différentes représentations cartographiques du territoire : la carte de Cassini (XVIIIe siècle), la carte d'état-major (1820-1866) et les cartes ou photos aériennes de l'IGN pour la période actuelle (1950 à aujourd'hui).

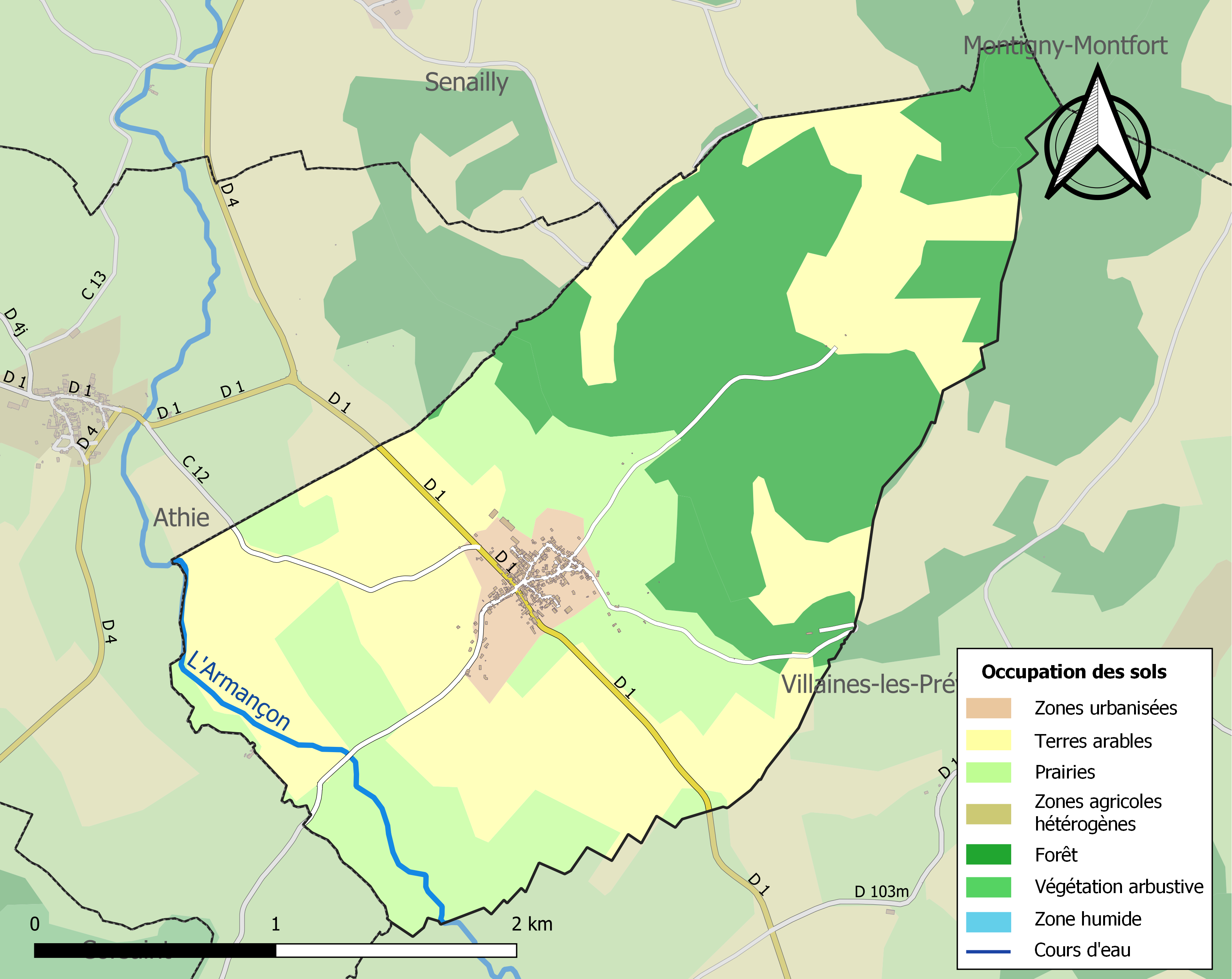
Carte des infrastructures et de l'occupation des sols de la commune en 2018 (CLC).

## Histoire
Le « petit blanc de Viserny » était connu à la cour des rois de France. Cette commune a la particularité d'avoir gardé Saint Vernier comme saint-patron du village et des vignerons (la première confrérie de Saint-Vernier en Bourgogne fut créée en 1494 à Semur-en-Auxois à 9 km de là) alors que Saint Vincent est reconnu en Bourgogne. Souvent fêté en d'autres régions le 22 janvier en même temps que Saint Vincent, Viserny a également conservé la date historique du 2 janvier pour commémorer leur Saint, et la procession annuelle se déroule généralement le premier dimanche de l'année.

## Politique et administration

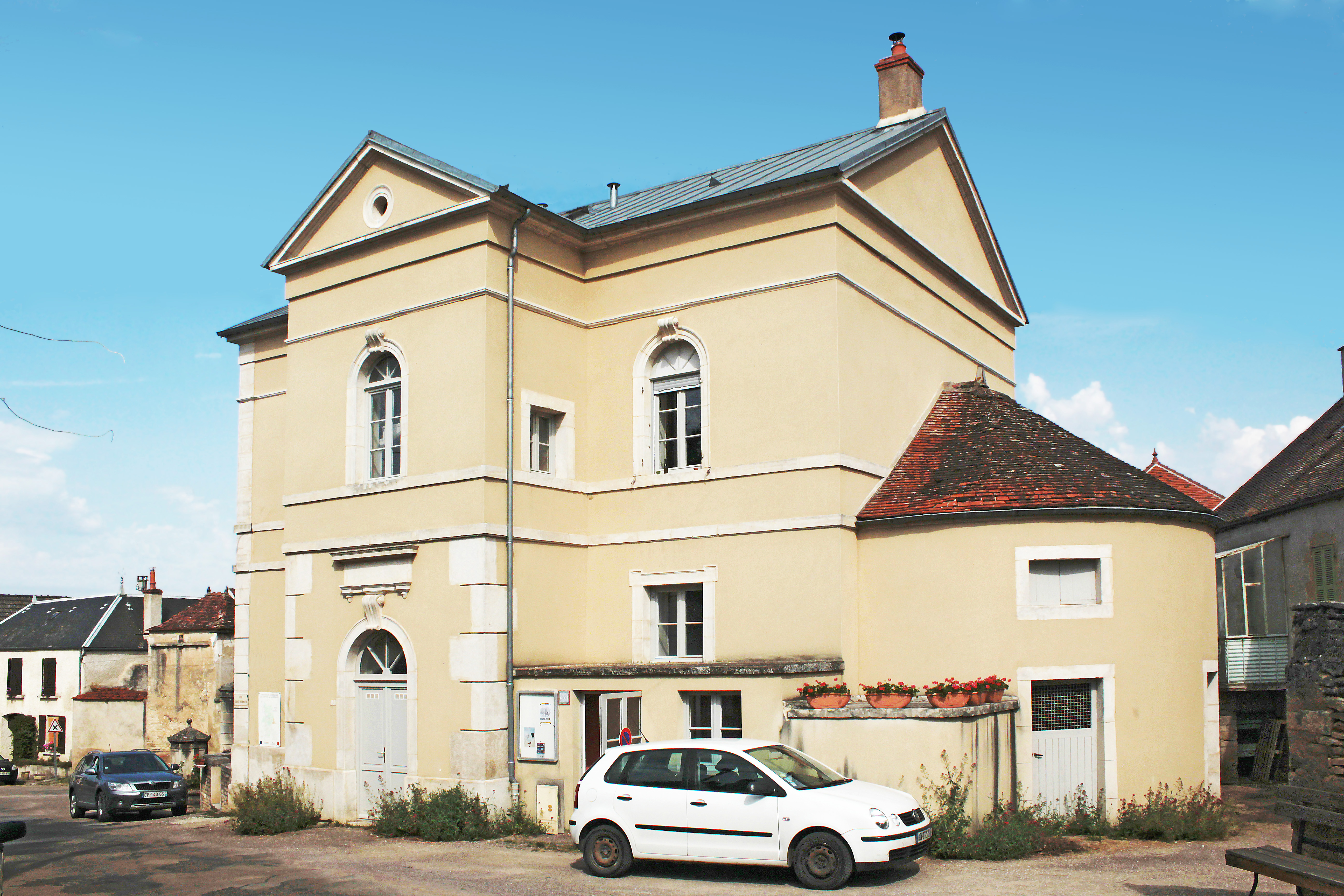
Ancienne mairie de Viserny avec l'ancien four banal sur l'arrière.

| Période                                  | Période   | Identité       | Étiquette | Qualité |
| ---------------------------------------- | --------- | -------------- | --------- | ------- |
| mars 2001                                | mars 2014 | Roger Clément  | PCF       |         |
| mars 2014                                | en cours  | Colette Rémond |           |         |
| Les données manquantes sont à compléter. |           |                |           |         |

## Démographie
L'évolution du nombre d'habitants est connue à travers les recensements de la population effectués dans la commune depuis 1793. Pour les communes de moins de 10 000 habitants, une enquête de recensement portant sur toute la population est réalisée tous les cinq ans, les populations de référence des années intermédiaires étant quant à elles estimées par interpolation ou extrapolation. Pour la commune, le premier recensement exhaustif entrant dans le cadre du nouveau dispositif a été réalisé en 2006.

En 2022, la commune comptait 180 habitants, en évolution de +0,56 % par rapport à 2016 (Côte-d'Or : +0,82 %, France hors Mayotte : +2,11 %).
| 1793 | 1800 | 1806 | 1821 | 1836 | 1841 | 1846 | 1851 | 1856 |
| ---- | ---- | ---- | ---- | ---- | ---- | ---- | ---- | ---- |
| 517  | 539  | 530  | 511  | 496  | 507  | 486  | 488  | 426  |

| 1861 | 1866 | 1872 | 1876 | 1881 | 1886 | 1891 | 1896 | 1901 |
| ---- | ---- | ---- | ---- | ---- | ---- | ---- | ---- | ---- |
| 412  | 404  | 385  | 366  | 357  | 367  | 357  | 339  | 329  |

| 1906 | 1911 | 1921 | 1926 | 1931 | 1936 | 1946 | 1954 | 1962 |
| ---- | ---- | ---- | ---- | ---- | ---- | ---- | ---- | ---- |
| 315  | 302  | 248  | 251  | 229  | 228  | 221  | 203  | 189  |

| 1968 | 1975 | 1982 | 1990 | 1999 | 2006 | 2011 | 2016 | 2021 |
| ---- | ---- | ---- | ---- | ---- | ---- | ---- | ---- | ---- |
| 176  | 175  | 170  | 191  | 167  | 197  | 185  | 179  | 179  |

| 2022 | - | - | - | - | - | - | - | - |
| ---- | - | - | - | - | - | - | - | - |
| 180  | - | - | - | - | - | - | - | - |

## Économie

### Vignoble
Au sein du vignoble de Bourgogne, sur les pentes orientées au sud, au pied de la chapelle Sainte-Christine et de la Montagne du Cornu, la commune est habilitée à produire des vins de label I.G.P. et d'appellation « Coteaux-de-l'Auxois » blancs, rouges et rosés. Un vignoble a été planté en 1991.

## Lieux, monuments et pôles d'intérêt

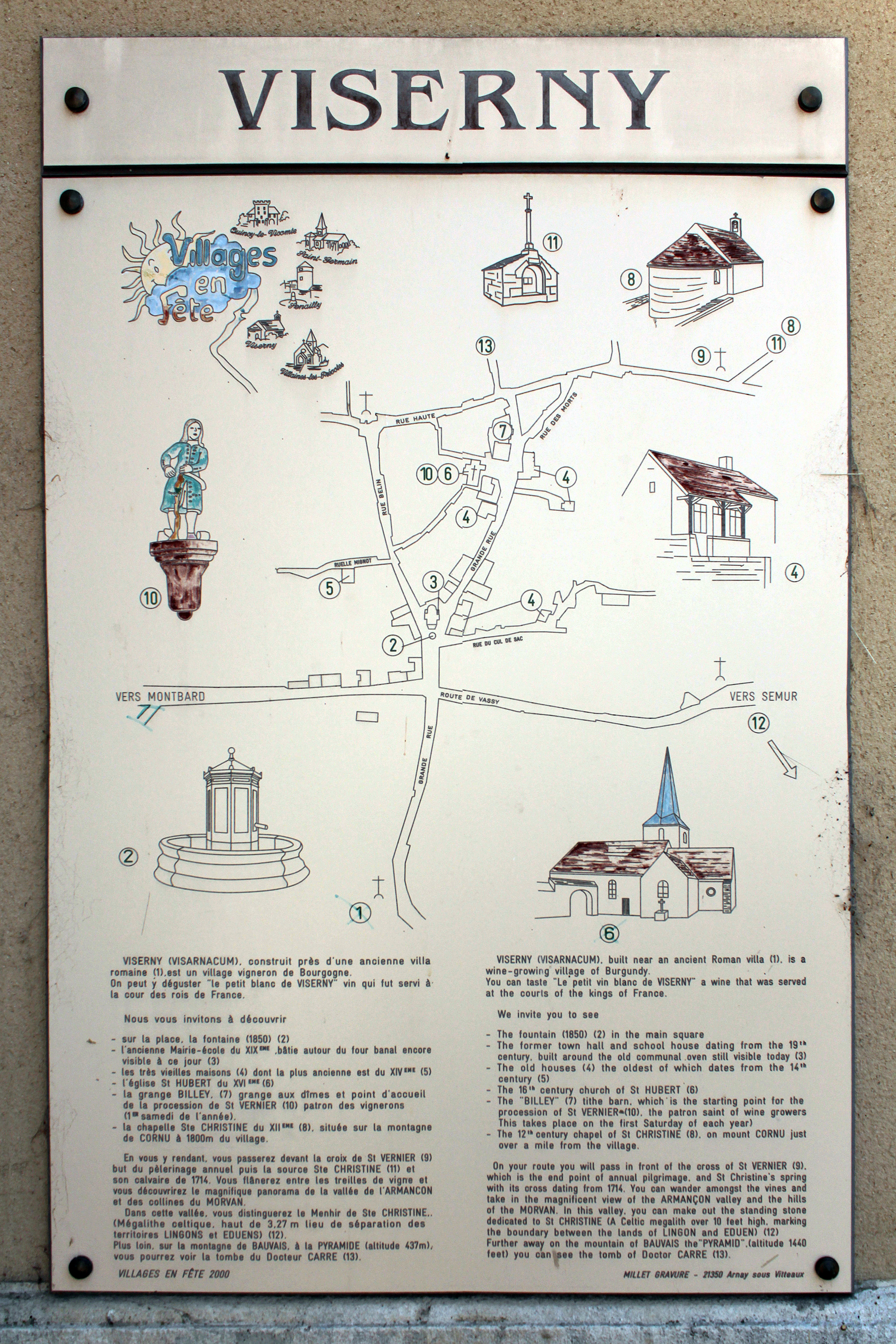
Panneau d'informations sur la mairie de Viserny.

La commune n'a pas de monument classé à l'inventaire des monuments historiques, 4 éléments y sont répertoriés.
- Chapelle Sainte-Christine située dans le cimetière au flanc de la montagne du Cornu à 2 km du village, on y accède par le « chemin des Morts » à forte déclivité qui longe les vignes. Elle a été construite par le cardinal Hugues de Saint-Cher, parent du Seigneur de Montfort, au XIIIe siècle.
- Calvaire de Saint-Vernier, but de la procession annuelle, avec une croix à double face (Vierge et Christ) sur un haut fût décoré de grappes de raisin. Le piédestal est gravé d'une serpe à tailler de vigneron et porte l'inscription « C ROUGIER DEMEURENT A VISERNY A FAICT FAIRE CETTE CROIS AVECT LA FONTAINE 1615 ».

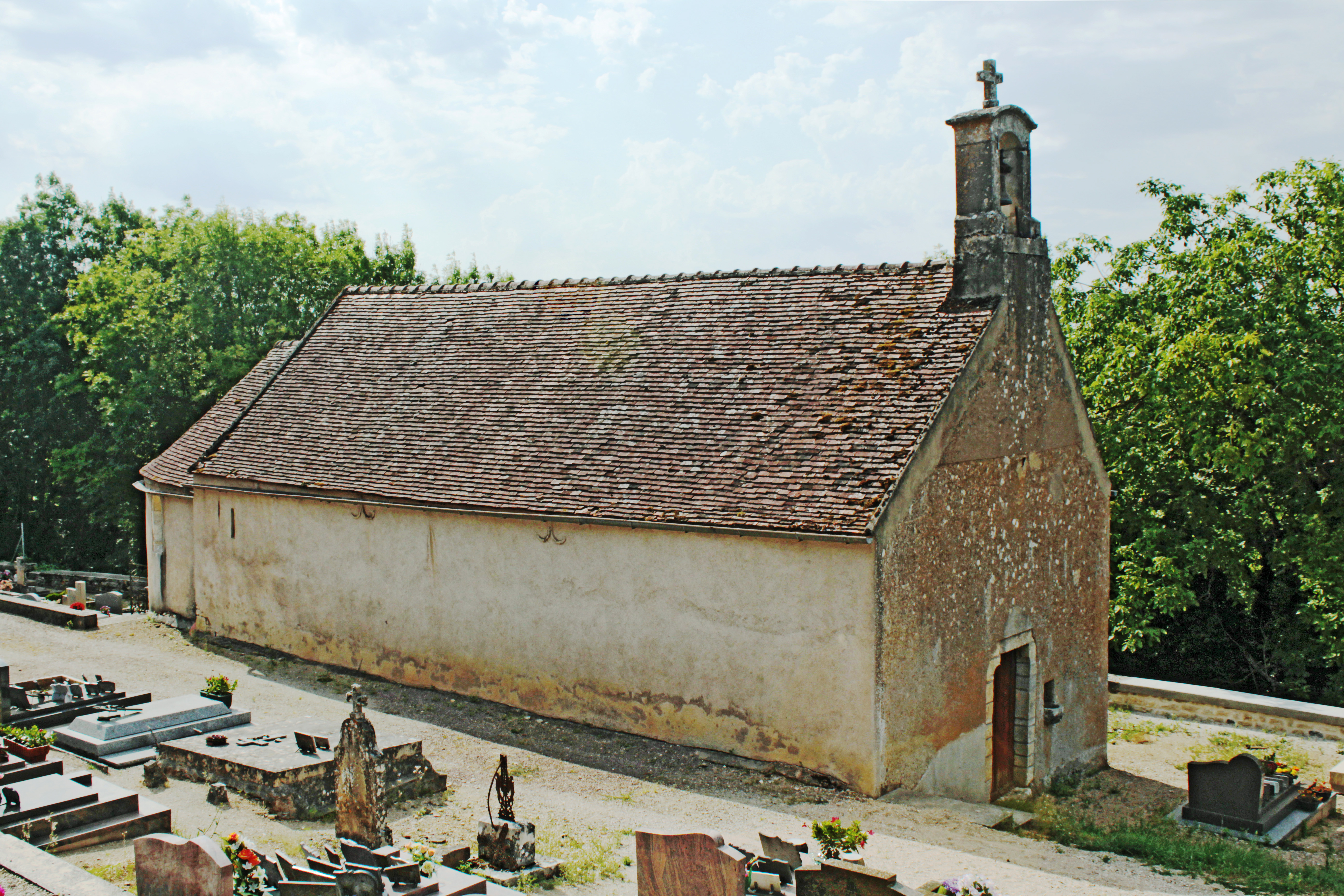
Chapelle Sainte-Christine.
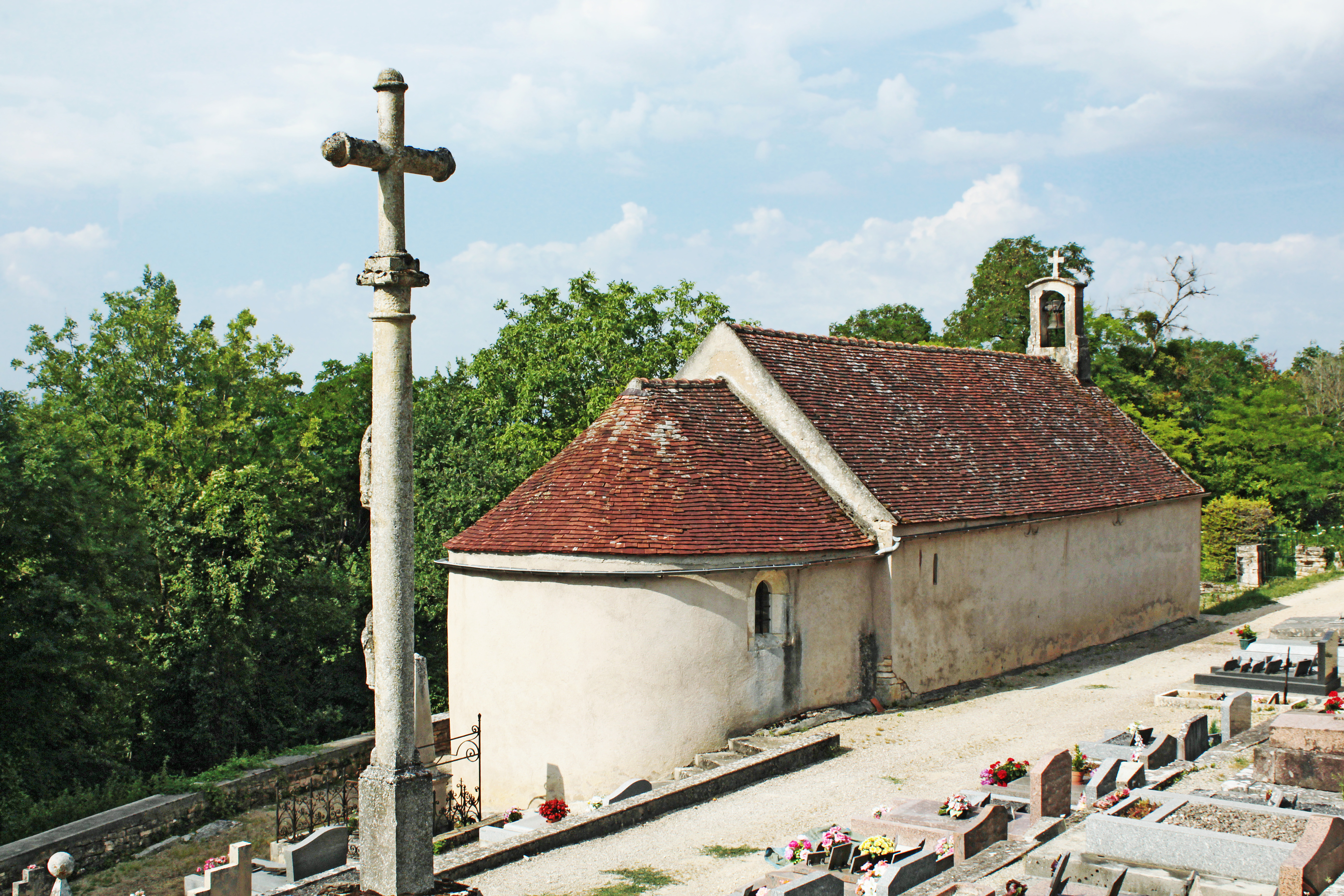
Chapelle et croix du cimetière.

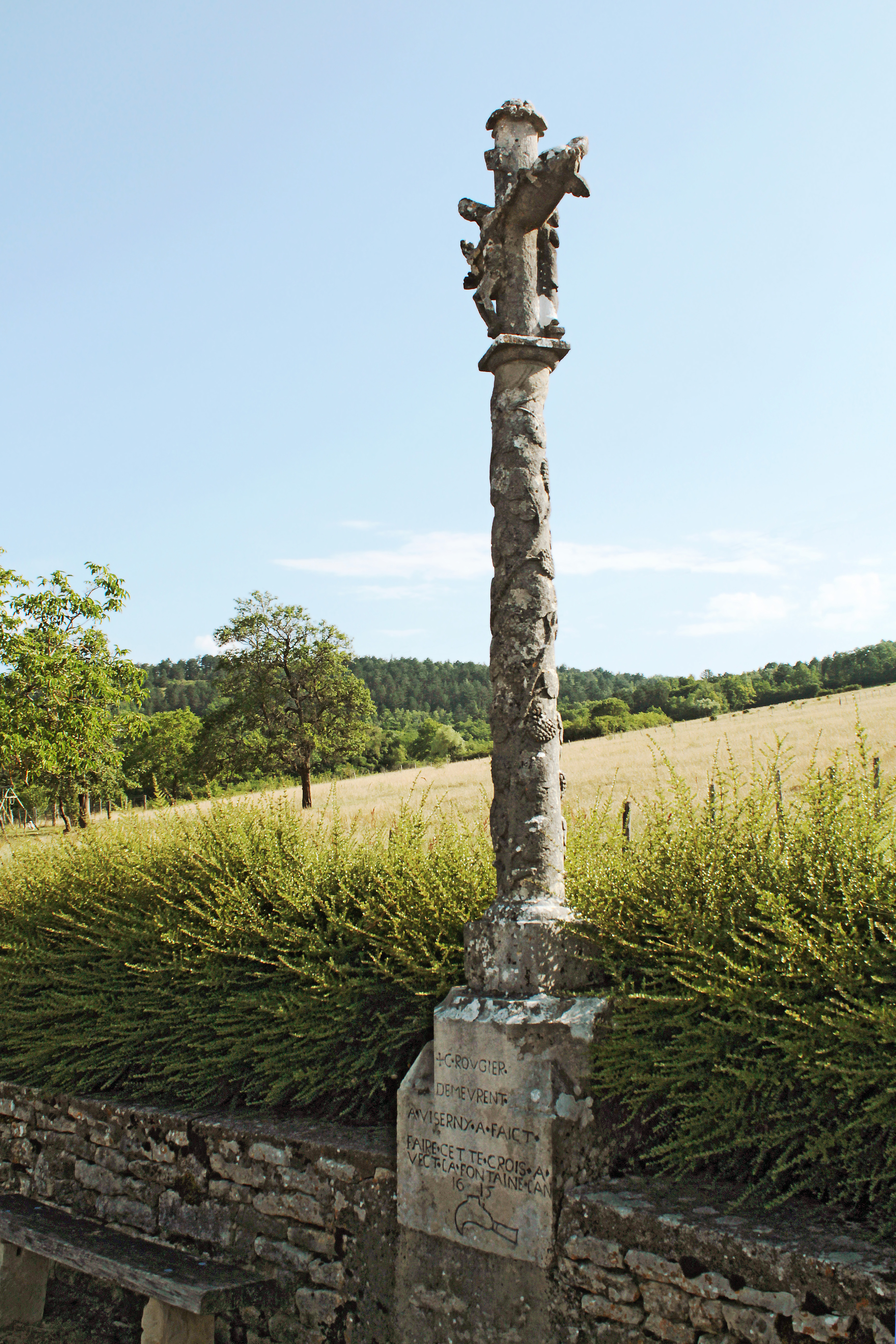
Calvaire de Saint-Vernier.
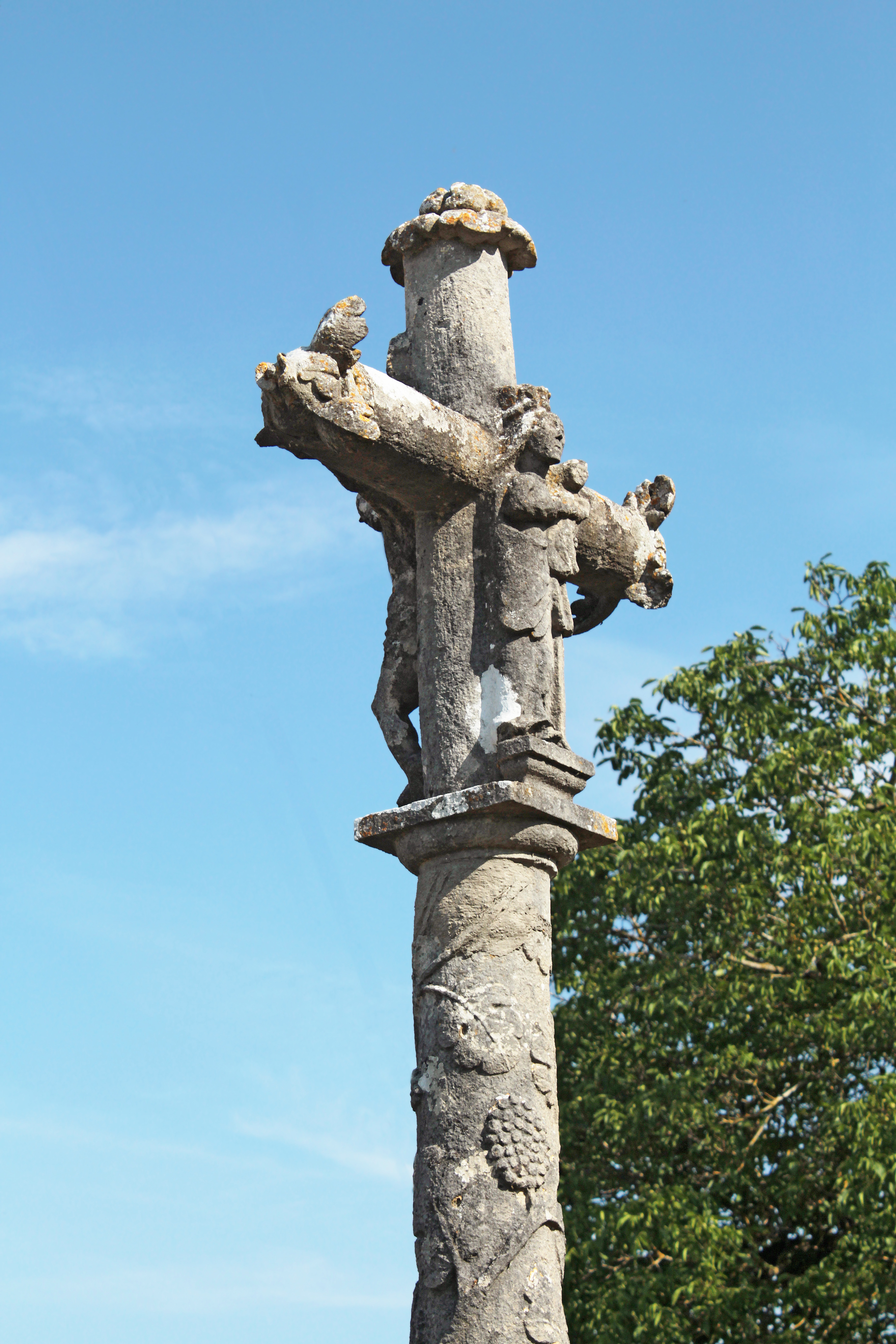
Croix double-face.
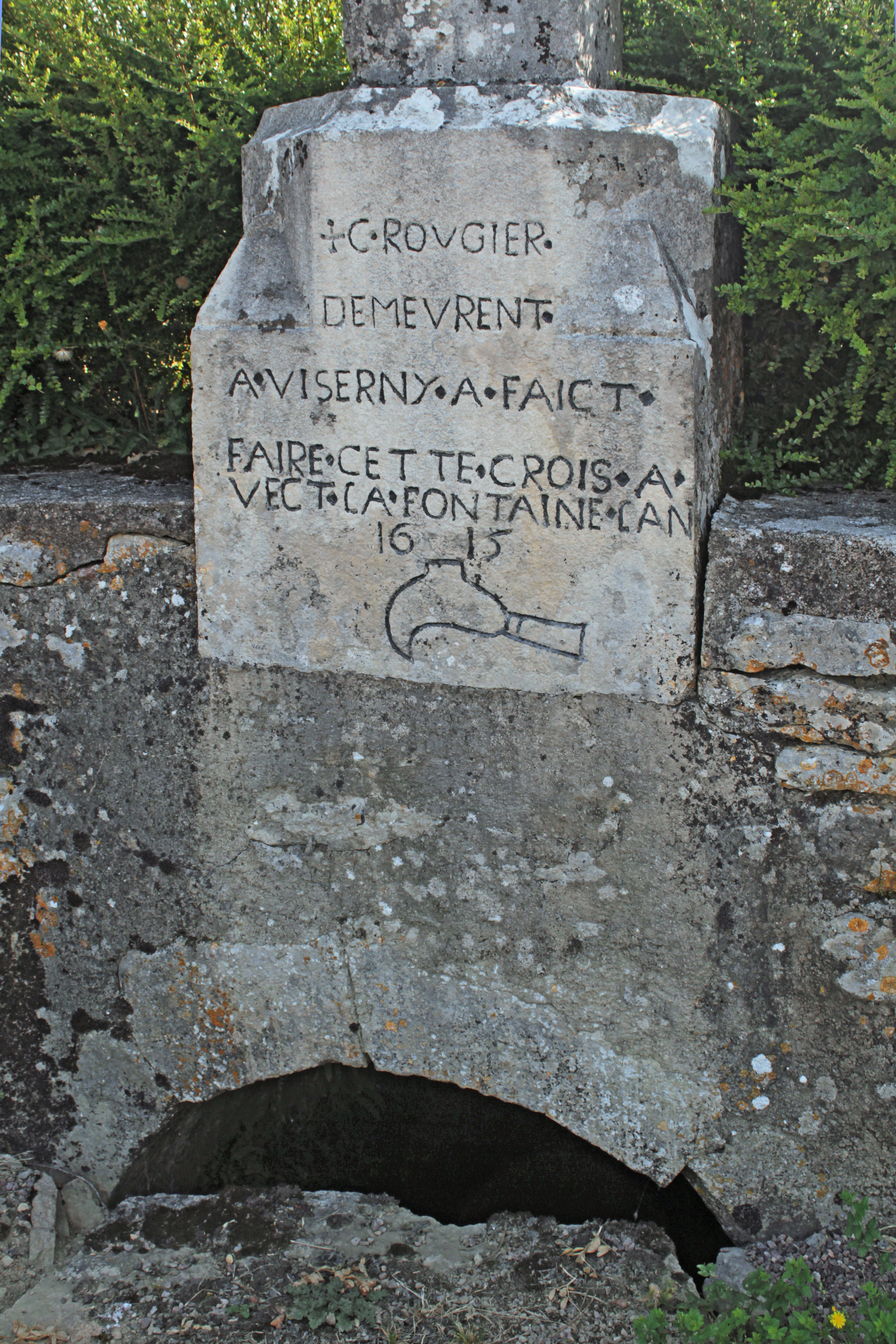
Piédestal du calvaire et fontaine Saint-Vernier.

- Calvaire couvert de la source Sainte-Christine, daté de 1714, un peu plus loin que le calvaire Saint-Vernier en sortant du village vers les vignes.
- Église Saint-Hubert du XVIe siècle, elle abrite la statue de saint Vernier  Classé MH (1976)[18].
- Ancienne grange aux Dîmes dite grange Billey, départ de la procession de saint Vernier.

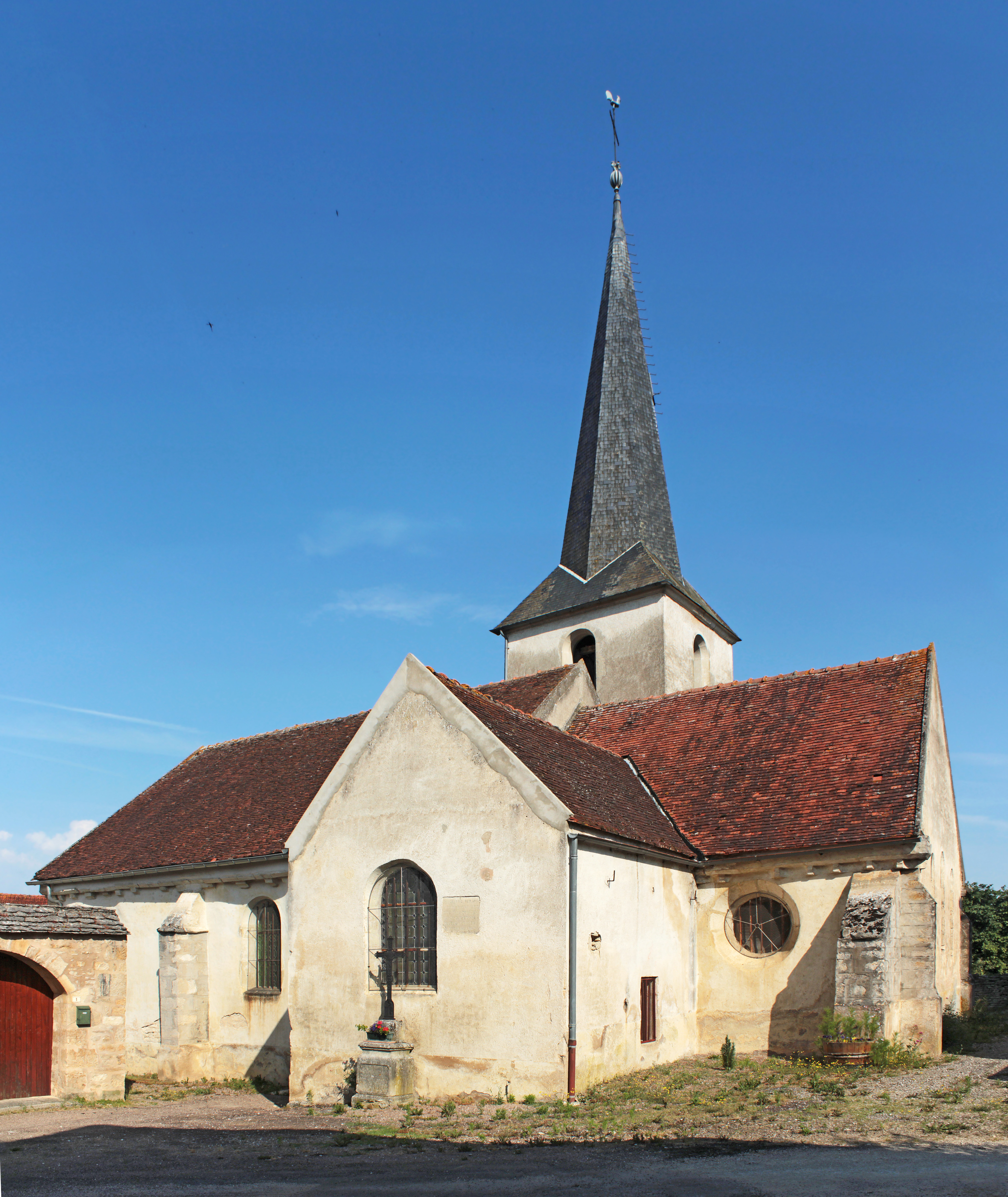
Église Saint-Hubert.
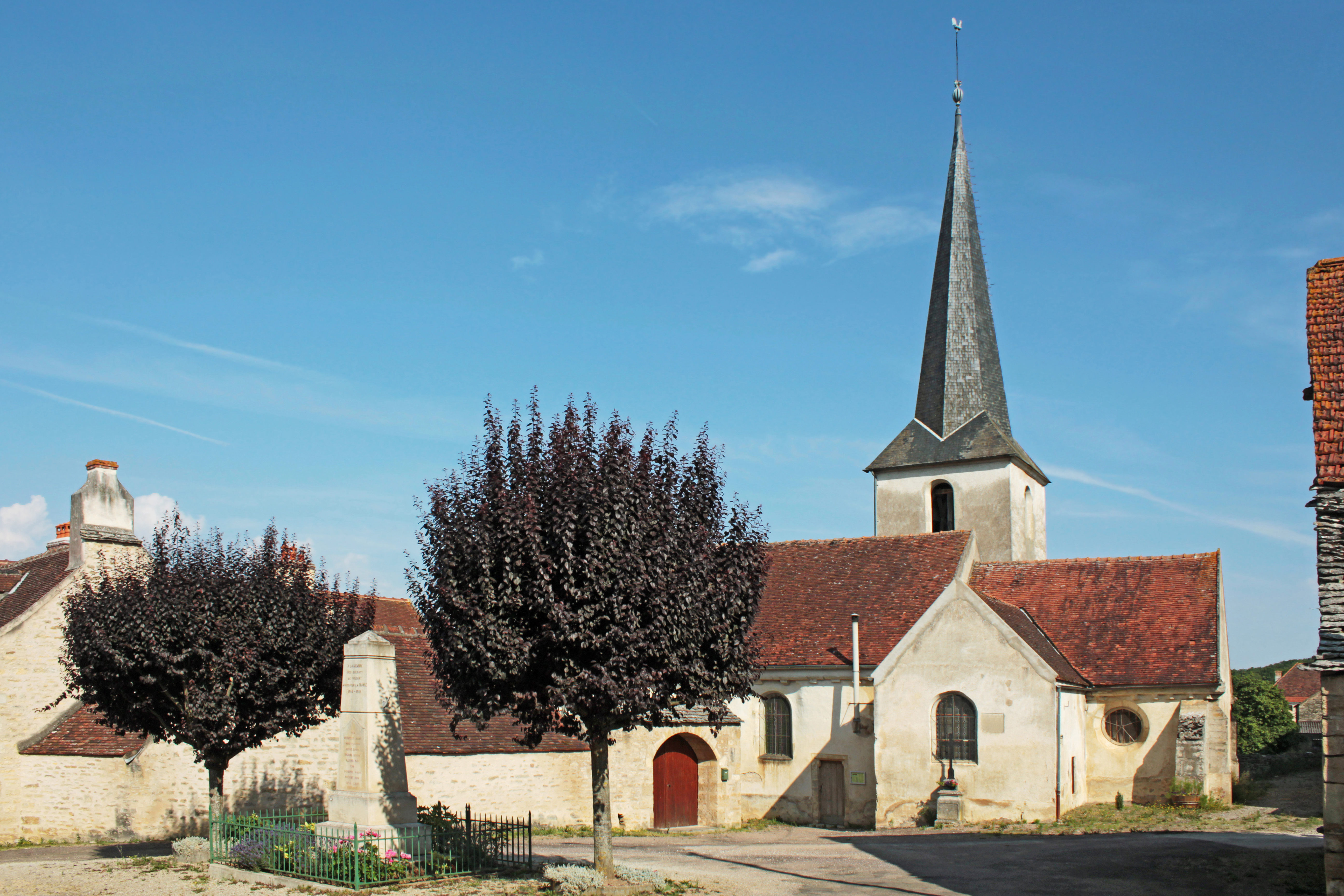
Église et monument aux morts.
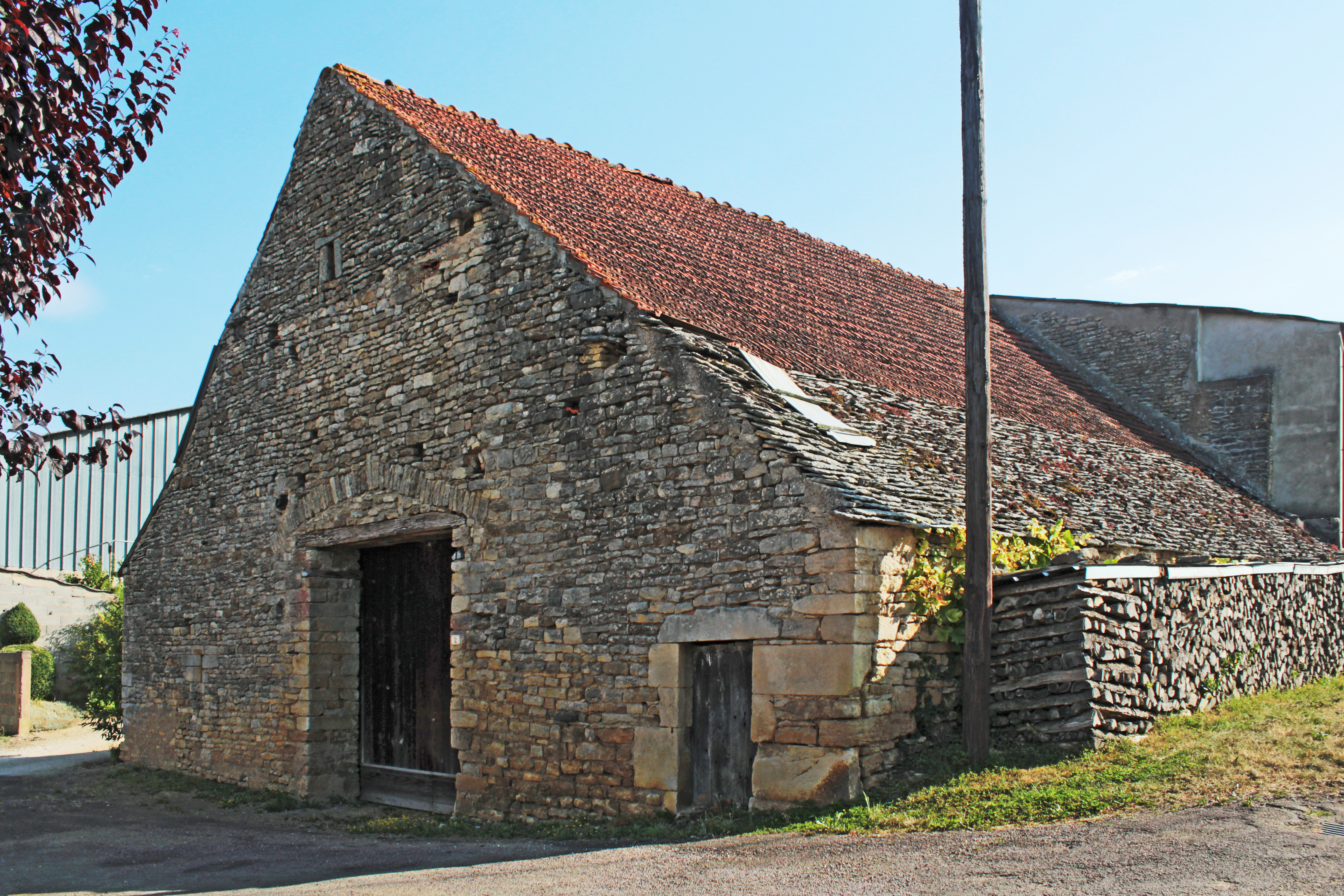
Grange aux dîmes.

- Maisons anciennes dans le village (un plan de situation existe sur le mur de l'ancienne mairie-école).
- Col de la Croix de l'Ormeau (422 m) accessible depuis le village apprécié des cyclistes pour sa très forte pente.
- Menhir de Sainte-Christine dans la plaine de l'Armançon. Haut de plus de trois mètres, il marquait la limite de territoire entre Lingons et Éduens.
- Tombeau du docteur Carré sur la montagne de Beauvais.
- Pour les amateurs de nature, plusieurs chemins au départ de Viserny franchissent les collines pour rejoindre Montfort, connue pour son château-fort et sa grande forêt (chemin de la Commotte, chemin des Rues, chemin des Morts par la chapelle Sainte-Christine).